# Eucalyptus deflexa
Eucalyptus deflexa là một loài thực vật có hoa trong Họ Đào kim nương. Loài này được Brooker mô tả khoa học đầu tiên năm 1976.